# Масевич, Алла Генриховна
А́лла Ге́нриховна Масе́вич (9 октября 1918, Тбилиси — 6 мая 2008, Москва) — советский и российский астроном, доктор физико-математических наук, профессор, заслуженный деятель науки РСФСР (1978). Лауреат Государственной премии СССР (1975).

## Биография
В 1940 году окончила физико-математический факультет Московского индустриально-педагогического института имени Карла Либкнехта, по окончании зачислена в аспирантуру на кафедре астрономии и геофизики.
В 1943—1952 годах работала в Государственном астрономическом институте имени П. К. Штернберга.
В 1952—1987 — заместитель председателя Астрономического совета АН СССР. С 1957 руководила оптическими наблюдениями искусственных спутников Земли. В 1981—1982 — заместитель Генерального секретаря Оргкомитета ООН по подготовке 2-й конференции ООН по исследованию и использованию космического пространства в мирных целях.
В 1970—1976 — профессор кафедры космической геодезии Московского института геодезии и картографии. В 1987—2003 — главный научный сотрудник Астросовета.
Основные научные работы относятся к теории внутреннего строения и эволюции звёзд и к космической геодезии. В 1949—1950 совместно с П. П. Паренаго выполнила детальное исследование зависимостей масса — светимость и масса — радиус для каждой из последовательностей на диаграмме Герцшпрунга — Рассела. Совместно с В. Г. Фесенковым и Паренаго рассмотрела возможность эволюции звёзд вдоль главной последовательности с потерей массы путём корпускулярного излучения.
Лауреат Государственной премии СССР (1975), премии им. А. Галабера Международной астронавтической федерации (1963), награждена орденом Трудового Красного Знамени (1975), орденом «Знак Почёта» (1961). С 1987 г. — заслуженный деятель науки РСФСР.
В 1999 году удостоена благодарности Президента Российской Федерации.
В её честь названа малая планета 1904 Масевич, открытая Т. М. Смирновой 9 мая 1972 года в Крымской астрофизической обсерватории.
Сестра — правовед, заслуженный деятель науки РФ Маргарита Генриховна Масевич (1919—2024).
Брат — врач, профессор, заслуженный деятель науки РФ Цезарь Генрихович Масевич (1923—2001)
Умерла в 2008 году. Похоронена на Хованском кладбище.